# Mauterndorf
Mauterndorf osztrák mezőváros Salzburg tartomány Tamswegi járásában. 2019 januárjában 1620 lakosa volt. 

## Elhelyezkedése

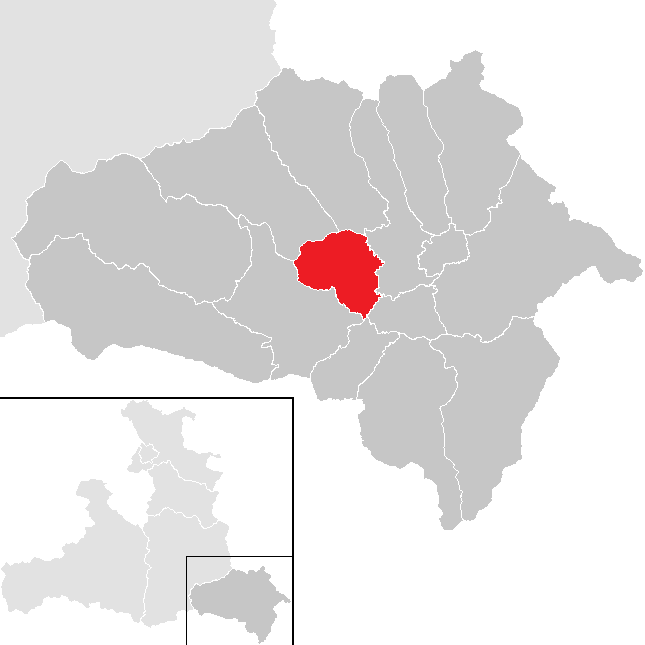
Mauterndorf a Tamswegi járásban

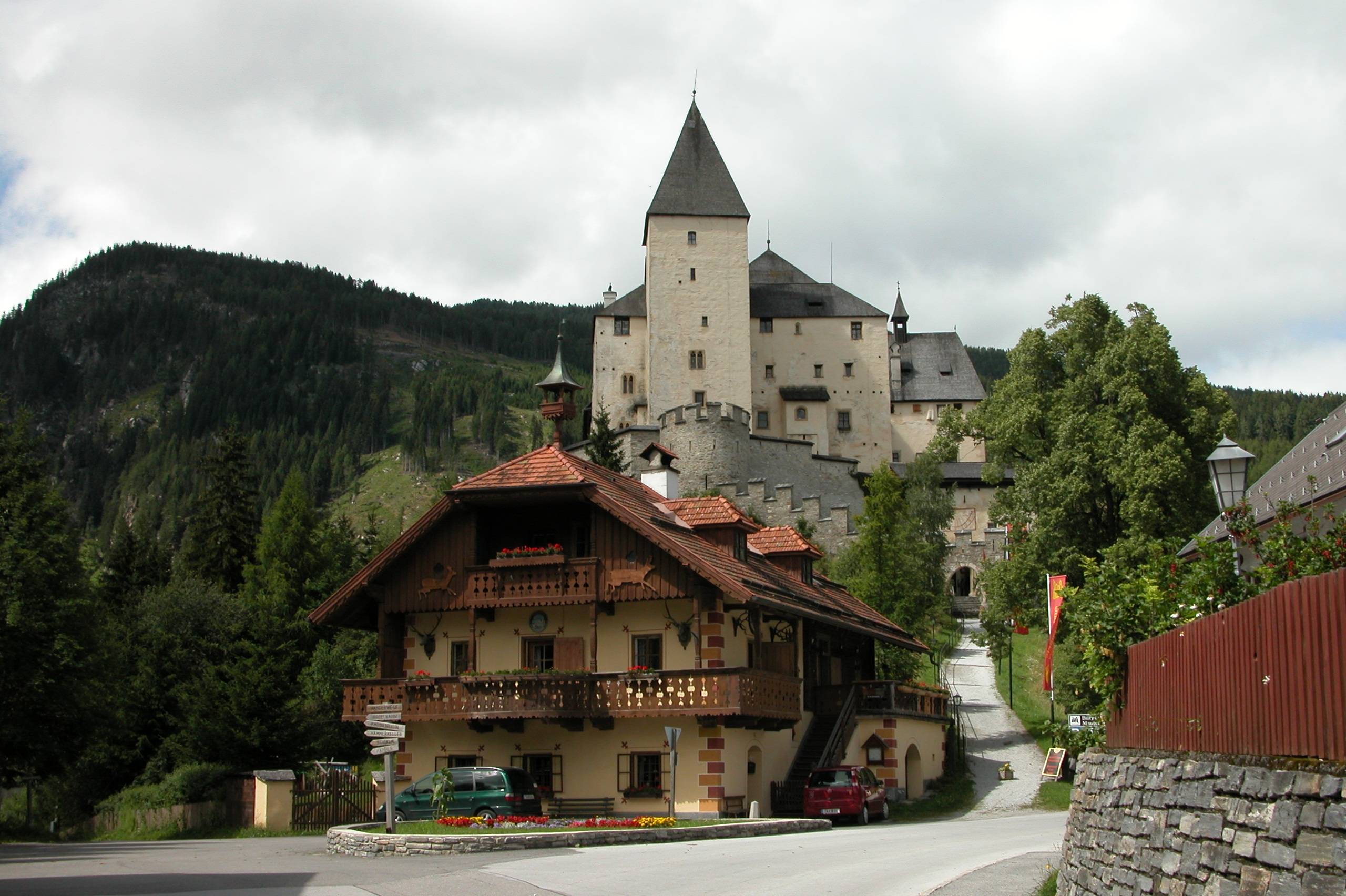
A mauterndorfi vár

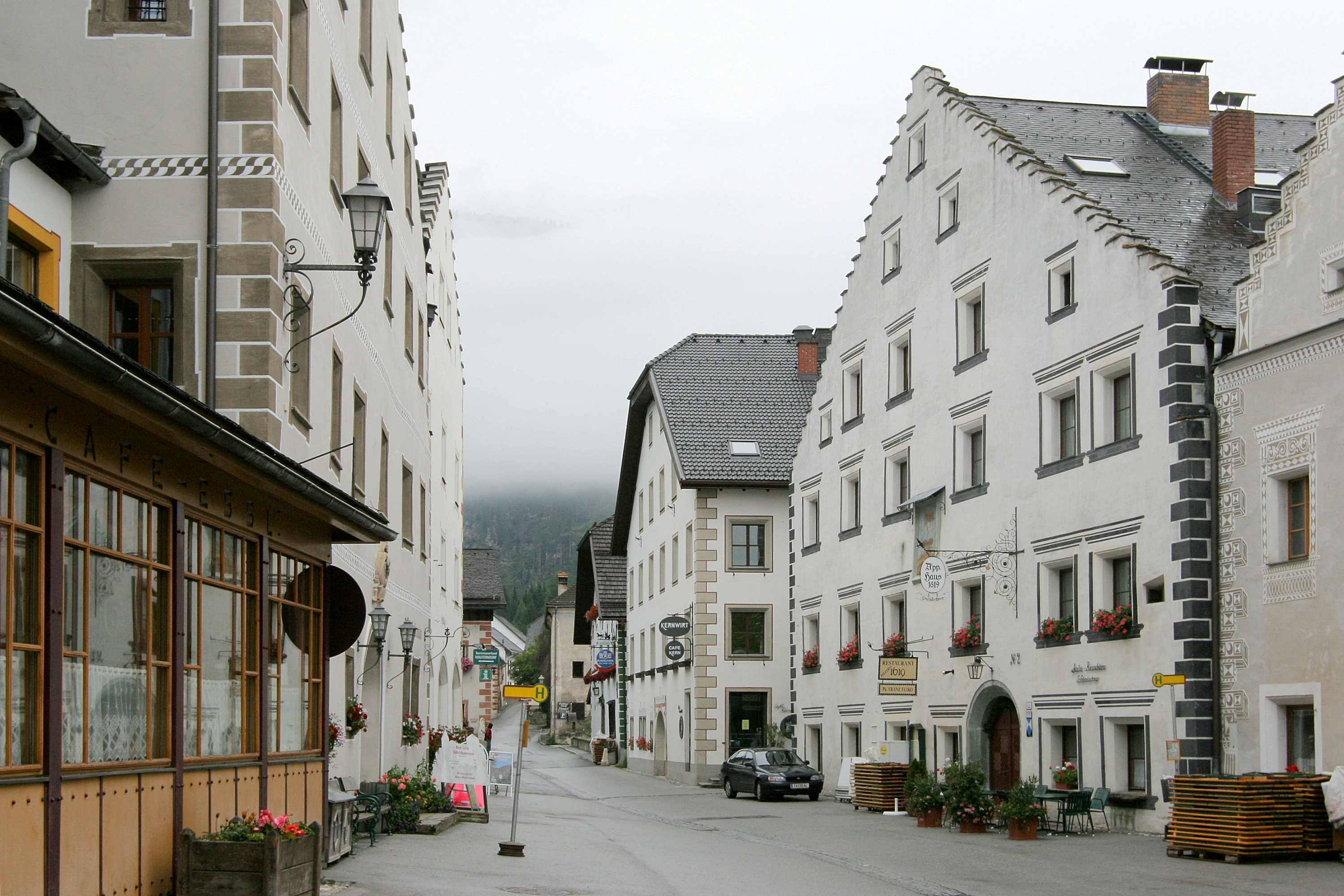
Lépcsős homlokzatú házak a belvárosban

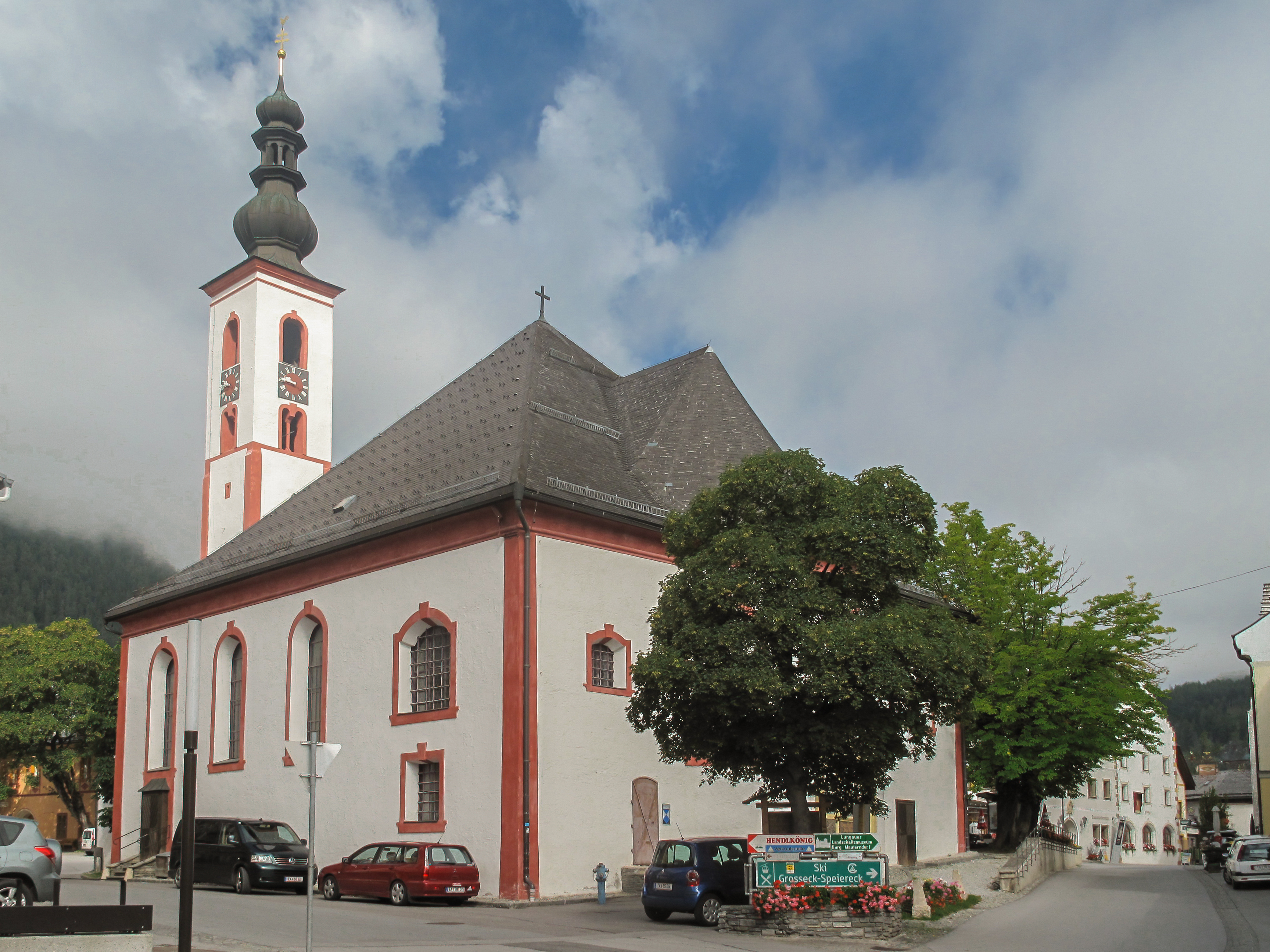
A Szt. Bertalan-plébániatemplom

Mauterndorf Salzburg tartomány Lungau régiójában, a Taurach folyó mentén, a déli Lungauer Nockgebiet és az északi Schladmngi-Tauern hegységek között fekszik. Legmagasabb hegyei a Speiereck (2411 m), a Kleine Landschütz (2355 m ) és a Große Landschütz (2347 m). Az önkormányzat 4 településrészt, illetve falut egyesít: Faningberg (61 lakos 2018-ban), Mauterndorf (1238), Neuseß (120) és Steindorf (201).
A környező önkormányzatok: északra Weißpriach, keletre Mariapfarr, délkeletre Unternberg, délre Sankt Margarethen im Lungau, délnyugatra Sankt Michael im Lungau, északnyugatra Tweng.

## Története
A római időkben a mai Mauterndorf helyén út húzódott és a vár helyén erőd állt. A települést először 1002-ben említik írásban. 1023-ban a salzburgi érsek birtokába került, 1217-ben pedig mezővárosi rangra emelték. A 13. században a salzburgi káptalan vámszedőhelyet építtetett, innen kapta a hely a nevét (Maut-vám). Mauertndorf a középkorban a Lungau kereskedelmi központja volt. 1253-ban megépült a vár. 1291/92-ben itt tárgyaltak az I. Albert herceg ellen fellázadó stájer nemesek a salzburgi érsekkel. A 15. században Leonhard von Keutschach érsek kibővíttette a várat, amely a régió adminisztratív központjaként szolgált. Mauterndorf 1806-ig volt érseki birtok, utána az osztrák állam tulajdonába került.
1894-ben Hermann von Epenstein, egy gazdag berlini katonaorvos vásárolta meg a várat és megmentette a leromlástól. 
1939-től 1945-ig a vár gyakorlatilag Hermann Göringé volt, akinek elhunyt keresztapjának özvegye adományozta. Göring fiatal korában sok időt töltött Mauterndorfban és tervei szerint 1945-ben is itt húzta volna meg magát, de a front előrehaladása megakadályozta szándéka teljesítésében. Göring a vízvezetékrendszer építésének támogatása miatt sokáig a mezőváros díszpolgára volt.
1968-ban a tartomány megvásárolta a várat és 1982-re renováltatta. 1997-ben egy feltehetően elmebeteg férfi hat embert lelőtt, majd öngyilkos lett Mauterndorfban. 

## Lakosság
A mauterndorfi önkormányzat területén 2019 januárjában 1620 fő élt. A lakosságszám a csúcspontját 2001-ben érte el 1850 fővel, azóta enyhe csökkenés tapasztalható. 2017-ben a helybeliek 88,4%-a volt osztrák állampolgár; a külföldiek közül 4,7% a régi (2004 előtti), 3,8% az új EU-tagállamokból érkezett. 2,1% a volt Jugoszlávia (Szlovénia és Horvátország nélkül) vagy Törökország, 1,1% egyéb országok polgára volt. 2001-ben a lakosok 88,2%-a római katolikusnak, 1,2% evangélikusnak, 4,2% mohamedánnak, 5,6% pedig felekezeten kívülinek vallotta magát. Ugyanekkor 3 magyar élt a községben; a legnagyobb nemzetiségi csoportokat a német (92,3%) mellett a horvátok (2,3%) és a bosnyákok (1,4%) alkották.
A lakosság számának változása:

| 2016 | 1 697 |
| 2018 | 1 639 |

## Látnivalók
- a mauterndorfi vár

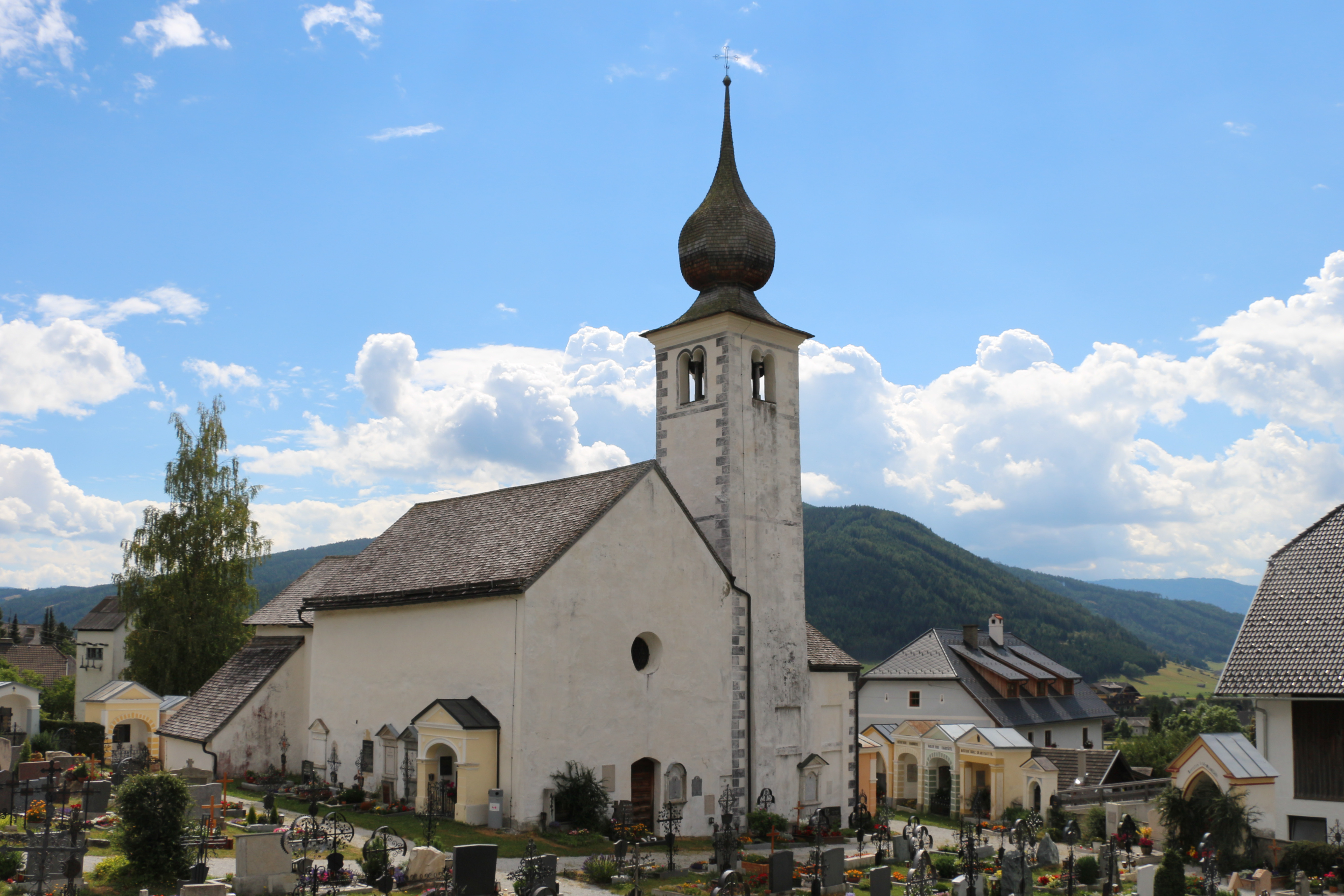
A Szt. Gertrúd-templom

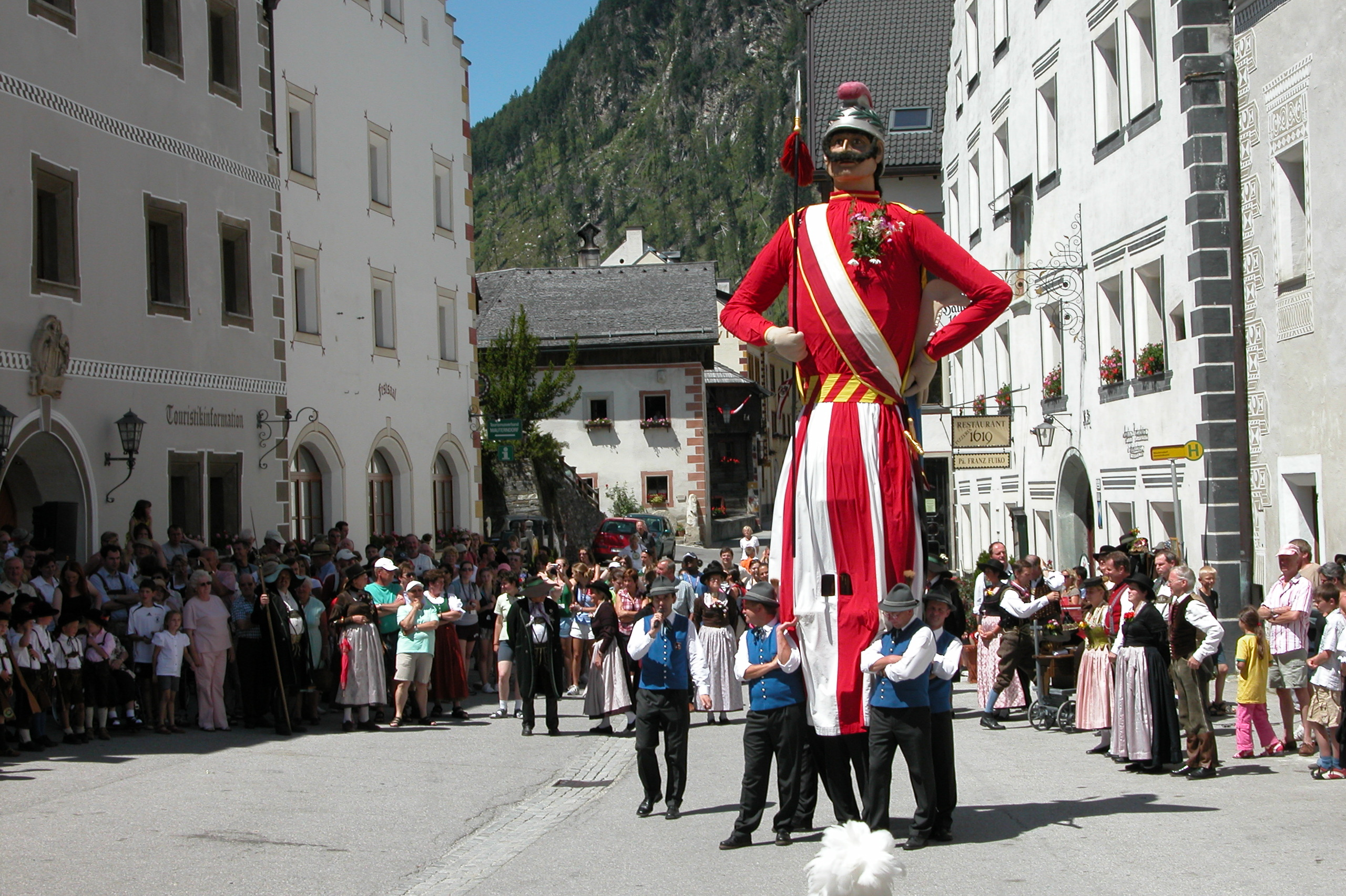
Sámson-felvonulás Mauterndorfban

- a belváros lépcsős homlokzatú házai
- a Szt. Bertalan-plébániatemplom
- a Szt. Gertrúd-templom
- a Szt. Wolfgang-templom
- a Taurachbahn nosztalgiajárata
- a hagyományos Sámson-felvonulás

## Fordítás
- Ez a szócikk részben vagy egészben  a   Mauterndorf című német Wikipédia-szócikk ezen változatának fordításán alapul.  Az eredeti cikk szerkesztőit annak laptörténete sorolja fel. Ez a jelzés csupán a megfogalmazás eredetét és a szerzői jogokat jelzi, nem szolgál a cikkben szereplő információk forrásmegjelöléseként.